# IC 1873-2
IC 1873-2 — галактика типу C (компактна галактика) у сузір'ї Кит.
Цей об'єкт міститься в оригінальній редакції індексного каталогу.